# 黑林山区奥滕赫芬
黑林山区奥滕赫芬是德国巴登-符腾堡州的一个市镇。总面积25.26平方公里，总人口3191人，其中男性1571人，女性1620人（2011年12月31日），人口密度126人/平方公里。